# Alexis de Roode
Alexis de Roode (8 oktober 1970) is een Nederlands geoloog, redacteur en dichter.

## Leven en werk
De Roode groeide op in Heilig Landstichting bij Nijmegen en studeerde geologie in Utrecht. In 2004 had hij zijn eerste optredens op poetry slams in Nederland. Hij debuteerde in 2005 met de dichtbundel Geef mij een wonder. De bundel werd in 2006 genomineerd voor de C. Buddingh'-prijs. Zijn tweede dichtbundel heette Stad en Land. Deze bundel werd in 2009 genomineerd voor de vierde J.C. Bloempoëzieprijs. In 2010 kwam zijn derde bundel Gratis tijd voor iedereen uit. In 2016 verscheen de hekeldichtenbloemlezing Ik proef iets wat bedorven is, onder redactie van Alexis de Roode, Daniël Dee en Benne van der Velde. De vierde bundel, Een steen openvouwen, verscheen in maart 2017.
De Roode trad op bij evenementen als de Nacht van de Poëzie, Lowlands, Dichter aan Huis, Crossing Border Festival, en de Poëziezomer in Watou. Ook werden enkele (kerk)liederen van hem opgenomen in het Liedboek. De Roode woont en werkt in Utrecht, en was medeorganisator van Het Poëziecircus en het Nederlands Kampioenschap Poetry Slam. In 2014 werd hij Gildemeester van het Utrechts Stadsdichtersgilde, dat in 2009 werd opgericht rond Ingmar Heytze, de stadsdichter van Utrecht, en anno 2017 bestaat uit veertien dichters. In 2017 volgde Onno Kosters hem op als Gildemeester.

## Publicaties
- Geef mij een wonder, Amsterdam: Podium 2005
- Stad en Land, Amsterdam: Podium 2008
- Nijhoff-variaties. Het Utrechts Dichtersgilde: Ingmar Heytze, Alexis de Roode, Ruben van Gogh, Ellen Deckwitz, Utrecht: Hinderickx & Winderickx 2009
- Gratis tijd voor iedereen, Amsterdam: Podium 2010
- Serenade voor Slauerhoff. Het Utrechts Dichtersgilde: Ingmar Heytze, Alexis de Roode, Ruben van Gogh, Chrétien Breukers, Ellen Deckwitz, Utrecht: Hinderickx & Winderickx 2012
- Ik proef iets wat bedorven is. Hekeldichten, Groningen: Passage 2016
- Een steen openvouwen, Amsterdam: Podium 2017